# Ивамототё (станция)
Станция Ивамототё (яп. 岩本町駅 ивамототё эки) — железнодорожная станция, расположенная в специальном районе Тиёда, Токио. Станция обозначена номером S-08. Станция была открыта 21 декабря 1978 года. На станции установлены автоматические платформенные ворота.

## Планировка станции
2 платформы островного типа и 3 пути..
| 1 | ○ Линия Синдзюку | Синдзюку, Сасадзука, Хасимото |
| 2 | ○ Линия Синдзюку | for Синдзюку, Сасадзука, Хасимото (Используется для ожидания проходящих экспрессов,либо для поездов оканчивающих движение на данной станции) |
| 3 | ○ Линия Синдзюку | Бакуро-Ёкояма, Мотоявата (Используется для ожидания проходящих экспрессов,либо для поездов оканчивающих движение на данной станции)          |
| 4 | ○ Линия Синдзюку | Бакуро-Ёкояма, Мотоявата |

## Окрестности станции
Станция расположена примерно в 200 метрах от Акихабары, около реки Канда под пересечением Государственного шоссе 4 (Сёва-Дори) с Токийским Городским Шоссе 302 (Ясукуни-Дори). В окрестностях расположены в основном коммерческие постройки и немногочисленные жилые дома.
Также в районе станции расположены:
- главный офис Yamazaki Baking
- торговый район Хигаси-Канда

## Автобусы
Остановка: Ивамототё-Экимаэ
- Аки 26 до станции Касай

## Adjacent stations
| «                           |                | Линия          |                | »              |
| Линия Синдзюку              | Линия Синдзюку | Линия Синдзюку | Линия Синдзюку | Линия Синдзюку |
| --------------------------- | -------------- | -------------- | -------------- | -------------- |
| Огавамати                   | Огавамати      | Local          | Бакуро-Ёкояма  | Бакуро-Ёкояма  |
| Express: не останавливается |                |                |                |                |